# Vilém Knebort
Vilém Knebort (3. února 1888 Praha – 23. února 1960 Mírov) byl československý politik a meziválečný poslanec Národního shromáždění za Národní sjednocení.

## Biografie
Původní profesí byl restauratérem. Jeho manželka zdědila dům a restauraci U Zlaté studně v Praze. Byl aktivní i politicky jako člen Československé národní demokracie, která se v 30. letech transformovala na Národní sjednocení.
V roce 1935 se uvádí jako hostinský. Působil jako předseda Národního sjednocení živnostníků a obchodníků. Bydlel v Praze. Na sjezdu Národního sjednocení v roce 1937 byl zvolen předsedou organizační komise strany.
V parlamentních volbách v roce 1935 byl zvolen za Národní sjednocení do Národního shromáždění. Mandát si oficiálně podržel do zrušení parlamentu roku 1939, přičemž v prosinci 1938 ještě přestoupil do poslaneckého klubu nově ustavené Strany národní jednoty.
Roku 1950 byla komunistickým režimem znárodněna jeho živnost. Při předávání svého podniku do družstva utrpěl nervový záchvat a od té doby
byl nemocný. Počátkem 50. let 20. století v byl v takzvaném procesu se Zelenou internacionálou odsouzen na doživotí.
Zemřel v únoru 1960 ve věznici Mírov.